# John Charmley
John Denis Charmle, né le 9 novembre 1955 à Birkenhead et mort le 12 mai 2025 à Norfolk, est un historien des relations internationales (Historien de la diplomatie) d'origine britannique, il est professeur d'histoire moderne à l'Université d'East Anglia, où il dirigea l'École de d'Histoire de 2002 à 2012. Spécialisé dans l'histoire diplomatique politique moderne, l'œuvre historique de John Denis Charmley a suscité la controverse, notamment avec ses travaux sur Churchill.

## Vues sur la Seconde Guerre mondiale
Le travail de John Charmley sur Winston Churchill est, dans une certaine mesure, l'inverse de la doctrine standard. Il trouve les premières années de Churchill puissante et convaincante, mais estime que l'alternative de Churchill à l'apaisement était irréaliste et ses actions en tant que premier ministre dans la Seconde Guerre mondiale comme un échec. John Charmley voit les résultats de l'effondrement de l'Empire britannique et la montée des États-Unis et de l'Union soviétique comme désastreux. Charmley semble suggérer les Britanniques auraient dû négocier avec le Troisième Reich en 1940 et qu'il aurait été possible de le faire honorablement en préservant mieux l'Empire britannique plutôt qu'une alliance avec l'anti-colonialiste président américain Franklin Roosevelt. Charmley préfère le "désengagement" de la guerre contre l'Allemagne, en laissant Staline et Hitler annihiler leur puissance réciproque, plutôt que de risquer les ressources britanniques.
Charmley estime également que le contrôle du gouvernement de les puissants Brianniques par Churchill a également jeté les bases du socialisme britannique et la victoire du Parti travailliste après la guerre, événements qu'il estime également peu souhaitable. Charmley résume ses sentiments dans le livre, Churchill: The End of Glory  :
Churchill combattait pour l'Empire britannique, pour l'indépendance britannique, pour une vision «anti-socialiste» de la Grande-Bretagne, mais en juillet 1945, le premier était sur une patinoire, la seconde dépendait uniquement de l'Amérique et la troisième avait simplement disparue dans la victoire électorale du parti travailliste.
Charmley tente également de réhabiliter la réputation de Neville Chamberlain dans une certaine mesure. F.M. Leventhal, dans un article sur «Chamberlain la paix perdue», a suggéré que bien que le travail de Charmley le dépeint comme un chef courageux avec "un désir profond et humain à ne négliger aucun effort pour éviter la guerre", l'incapacité de Chamberlain à reconnaître l'ambition d'Hitler signifiait que "peut-être c'est la raison pour laquelle la réputation de Winston Churchill reste largement sans tache, tandis que Chamberlain, l'initiative de Charmley nonobstant, ne peut pas être réanimé".

## Travail plus tard
Dernièrement, la recherche de Charmley revient explorer le XIXe siècle où il fait valoir que l'entrée de la Grande-Bretagne dans la Première Guerre mondiale n'était pas l'aboutissement naturel d'une tradition particulière de la politique étrangère britannique, mais était, en fait, le résultat d'erreurs de jugement par Edward Grey et d'autres politiciens; vue que certains critiques ont trouvé aussi controversé que ses opinions au sujet de Churchill.
En 2005, il publie une étude biographique des activités de l'épouse de l'ambassadeur de Russie à Londres au cours de la période de la Régence, la princesse de Lieven, qui a plaidé la cause de sa prise au sérieux en tant que "femme politique".
En 2008, Charmley publie Histoire du Parti conservateur Depuis 1830. Le livre soutient que les historiens se sont trop concentrés sur Disraeli et Churchill et ont ignoré la tradition conservatrice variante représentée par les comtes de Derby.
Depuis 2001 Charmley est directeur de l'École d'histoire à l'Université d'East Anglia (2002-1012), où il  est aussi à la tête de l'école de musique (2009-2014) et doyen associé de l'Entreprise et de l'engagement. En 2011, il devient rédacteur en chef de la revue History 